# Ginuwine
Ginuwine, pseudonimo di Elgin Baylor Lumpkin (Washington, 15 ottobre 1970), è un cantante e ballerino statunitense.
Il cantante si è introdotto nella scena musicale nella seconda metà degli anni novanta, diventando in poco tempo uno degli artisti principali della scena R&B e Hip hop, e ottenendo vari dischi di platino con i suoi album e singoli.

## Biografia

### Infanzia
Ginuwine è nato con l'improbabile nome Elgin Baylor Lumpkin, datogli dai genitori dal giocatore di basket di Washington, D.C. Elgin Baylor. Fin da piccolo l'artista è stato fortemente ispirato dai due pilastri della musica afroamericana pop di quegli anni, Prince e Michael Jackson, e soprattutto la leggendaria performance di Jackson all'anniversario dei 25 anni della Motown, dove il re del pop si è esibito nel moonwalk. A soli 12 anni il piccolo Elgin inizia a esibirsi in feste private e piccoli locali con la band hip hop dei Finesse Five. Una volta cresciuto Elgin ha iniziato a cantare in un altro gruppo, i Physical Wonder, e dopo essersi diplomato al Forestville High School di Forestville (Maryland), nel 1989, si iscrive al Prince Georges Community College di Largo, Maryland, dove pochi anni più tardi si laureerà in legge. Nei primi anni novanta riesce a conoscere i Jodeci, una delle band R&B più popolari all'epoca, ed entra a far parte del collettivo Swing Mob, fondato dal membro dei Jodeci Devante Swing. Dopo essere apparso in alcuni video della band, a New York Elgin sceglie il nome d'arte "Ginuwine" e conosce l'allora sconosciuto produttore e musicista Tim "Timbaland" Mosley, figura che risulterà decisiva per il decollo della sua carriera.

### Ginuwine...the Bachelor (1996)
Ginuwine inizia a lavorare ad alcune tracce composte da Timbaland, e un demo impressiona la Sony Records che lo mette sotto contratto. Nel 1996 la casa discografica pubblica l'album di debutto dell'artista, Ginuwine...the Bachelor, che mette in luce le morbide e setose doti vocali del cantante e i ritmi innovativi e sincopati di Timbaland. Il primo singolo dell'artista, Pony diviene un successo immediato: arriva al numero 1 della Billboard Hot R&B/Hip-Hop Singles & Tracks ed entra nella top10 della Billboard Hot 100, dove rimane per molto tempo. Le vendite vertiginose del singolo permettono all'artista di ottenere il primo disco di platino. Pony, nonostante fosse un brano molto diverso da tutti gli altri usciti in quel periodo, diventa una hit mondiale, che entra in top10 perfino in Nuova Zelanda, Australia e Paesi Bassi, dove resta il singolo di maggior successo del cantante, e nella top20 di Svizzera e Regno Unito. Nell'album è presente anche una cover di When Doves Cry di Prince, che viene pubblicata come singolo al di fuori degli USA, e si rivela un ulteriore successo: il singolo è il primo del cantante ad entrare in top10 in Regno Unito ed entra in top20 anche nei Paesi Bassi e Nuova Zelanda. Pur non entrando in top20, l'album di debutto di Ginuwine vende più di due milioni di copie, diventando doppio disco di platino, e produce altri 4 singoli: Tell Me Do U Wanna, I'll Do Anything / I'm Sorry, Only When Ur Lonely e Holler.

### 100% Ginuwine (1999)
Nel 1998 Ginuwine partecipa ad alcune colonne sonore, sfornando ulteriori singoli: Same Ol' G, inciso per la colonna sonora del film Il dottor Dolittle, arriva al numero 11 della classifica R&B. L'anno seguente l'artista registra una collaborazione a 4 insieme ad altri 3 bellimbusti del R&B: R.L. dei Next, Tyrese e Case. Il singolo The Best Man I Can Be, tratto dalla colonna sonora di The Best Man, entra nella top 20 della classifica R&B, ma non ha successo come i singoli precedenti.
Nei primi mesi del 1999, il cantante torna in carreggiata con il suo secondo album, 100% Ginuwine, anche questo prodotto dal fidato Timbaland; il disco presenta un cameo di Aaliyah ( con la quale l'artista aveva già duettato nel 1996 nel remix di One in a Million) e la cover di She's Out of My Life, una hit dell'altro eroe di Ginuwine, Michael Jackson. Grazie a questo secondo lavoro, il cantante consolida il proprio successo e ripete il record ottenuto dal primo album: 100% Ginuwine viene certificato doppio disco di platino con oltre due milioni di copie vendute negli U.S.A. Il disco produce tre singoli: What's So Different, So Anxious ( #2 nelle classifiche R&B) e None of Ur Friends Business.
L'album vince un premio ai Soul Train Music Awards come Best R&B/Soul Male Album, mentre il singolo So Anxious ottiene una nomination come Best R&B/Soul Male Single.

### The Life (2001)
Nel 2001 l'artista pubblica il suo terzo album, The Life, anticipato dal singolo There It Is; questo pezzo non ha molto successo, ed entra appena nella top20 R&B. Ma con il secondo singolo Ginuwine ottiene una delle hit più importanti della sua carriera. Differences, una ballata R&B prodotta da Troy Oliver, arriva al numero 1 delle classifiche R&B, dove rimane per 4 settimane consecutive, diventando la seconda numero 1 di Ginuwine; il singolo entra anche nella top 10 della Hot 100, arrivando fino al numero 4, diventando la prima top 5 hit del cantante nelle classifiche pop. Differences rimane per vari mesi di seguito nella top 10 Usa e ottiene un disco di platino. Il successo del singolo spinge le vendite dell'album The Life, che diventa un ulteriore disco di platino per l'artista.

### The Senior (2003)
Nella primavera del 2002 il cantante pubblica un singolo, Stingy, che entra velocemente nella top40 Usa e nella top10 della classifica R&B, senza l'aiuto di un videoclip. L'anno seguente pubblica il suo quarto album, The Senior, che arriva al numero 6 della Hot 200 e viene certificato disco d'oro. Sebbene le vendite di quest'album siano state più basse rispetto a quelle degli album precedenti, il disco sforna due singoli di successo: Hell Yeah, un pezzo da club prodotto da R. Kelly che vede la partecipazione del rapper Baby, e la ballata In Those Jeans, che entra nella top 10 sia delle classifiche pop che di quelle R&B e diventa in poco tempo un inno di corteggiamento e devozione amorosa presso i giovani statunitensi.

### Back II da Basics (2005)
Il 15 novembre 2005 Ginuwine pubblica il suo quinto album in studio, Back II da Basics: l'album arriva soltanto alla dodicesima posizione della Hot 200 e vende poco più di 100000 copie, diventando l'album di più scarso successo del cantante. Ginuwine diventa uno dei tanti artisti che hanno raggiunto l'apice della fama e del successo negli anni novanta, ma che hanno visto la propria stella offuscarsi negli anni duemila a causa della prepotente concorrenza dei nuovi artisti. In un ambiente musicale ormai saturo è difficile restare a galla, e l'anno seguente la casa discografica pubblica una raccolta contenente tutti i singoli più famosi dell'artista, ma anche in questo caso le vendite sono piuttosto deludenti. I singoli tratti da Back II Da Basics, When We Make Love e I'm in Love, non entrano nella Hot 100 e non riescono nemmeno a raggiungere posizioni soddisfacenti nella classifica R&B.

### A Man's Thoughts (2009)
A marzo 2010 esce nelle radio italiane il singolo Get Involved, estratto dall'album A Man's Thoughts, con la collaborazione di Timbaland e Missy Elliott. Nel videoclip compare, tra gli altri, anche Aída Yéspica.

## Discografia

### Album Studio
- 1996 - Ginuwine...the Bachelor - (Epic)
- 1999 - 100% Ginuwine - (Epic)
- 2001 - The Life - (Epic)
- 2003 - The Senior - (Epic)
- 2005 - Back II da Basics - (Epic)
- 2009 - A Man's Thoughts - (Notifi / Warner)
- 2011 - Elgin (Notifi)
- 2011 - A Ginuwine Christmas (Notifi)

### Raccolte
- 2006 - Greatest Hits - (Epic)
- 2008 - Playlist: the Very Best of Ginuwine - (Epic)

## Filmografia

### Cinema
- Juwanna Mann, regia di Jesse Vaughan (2002)
- Honey, regia di Bille Woodruff (2003)
- Chocolate City, regia di Jean-Claude La Marre (2015)

### Televisione
- Più forte ragazzi (Martial Law) – serie TV, episodio 1x09 (1998)
- Moesha – serie TV, 3 episodi (2000)
- Half & Half – serie TV, episodio 3x07 (2004)
- Parks and Recreation – serie TV, 3 episodi (2014-2015)